# Port-Brillet
Port-Brillet [pɔʁ bʁijɛ] ist eine französische Gemeinde mit 1.816 Einwohnern (Stand: 1. Januar 2022) im Département Mayenne in der Region Pays de la Loire. Sie gehört zum Arrondissement Laval und zum Kanton Loiron-Ruillé. Die Einwohner werden Brillet-Pontins und Brillet-Pontines genannt.

## Geographie
Port-Brillet liegt etwa 19 Kilometer westnordwestlich von Laval. Der Fluss Vicoin begrenzt die Gemeinde im Süden und Westen. Umgeben wird Port-Brillet von den Nachbargemeinden Le Bourgneuf-la-Forêt im Norden, Saint-Ouën-des-Toits im Nordosten, Olivet im Osten, La Brûlatte im Süden, Saint-Pierre-la-Cour im Südwesten und Westen sowie Launay-Villiers im Westen.

## Bevölkerungsentwicklung
| Jahr                       | 1962 | 1968 | 1975 | 1982 | 1990 | 1999 | 2006 | 2019 |
| Einwohner                  | 1634 | 1757 | 1990 | 1904 | 1813 | 1814 | 1903 | 1799 |
| Quellen: Cassini und INSEE |      |      |      |      |      |      |      |      |

## Verkehr
Port-Brillet hat einen Haltepunkt an der Bahnstrecke Paris–Brest und wird im Regionalverkehr mit TER-Zügen bedient.

## Sehenswürdigkeiten

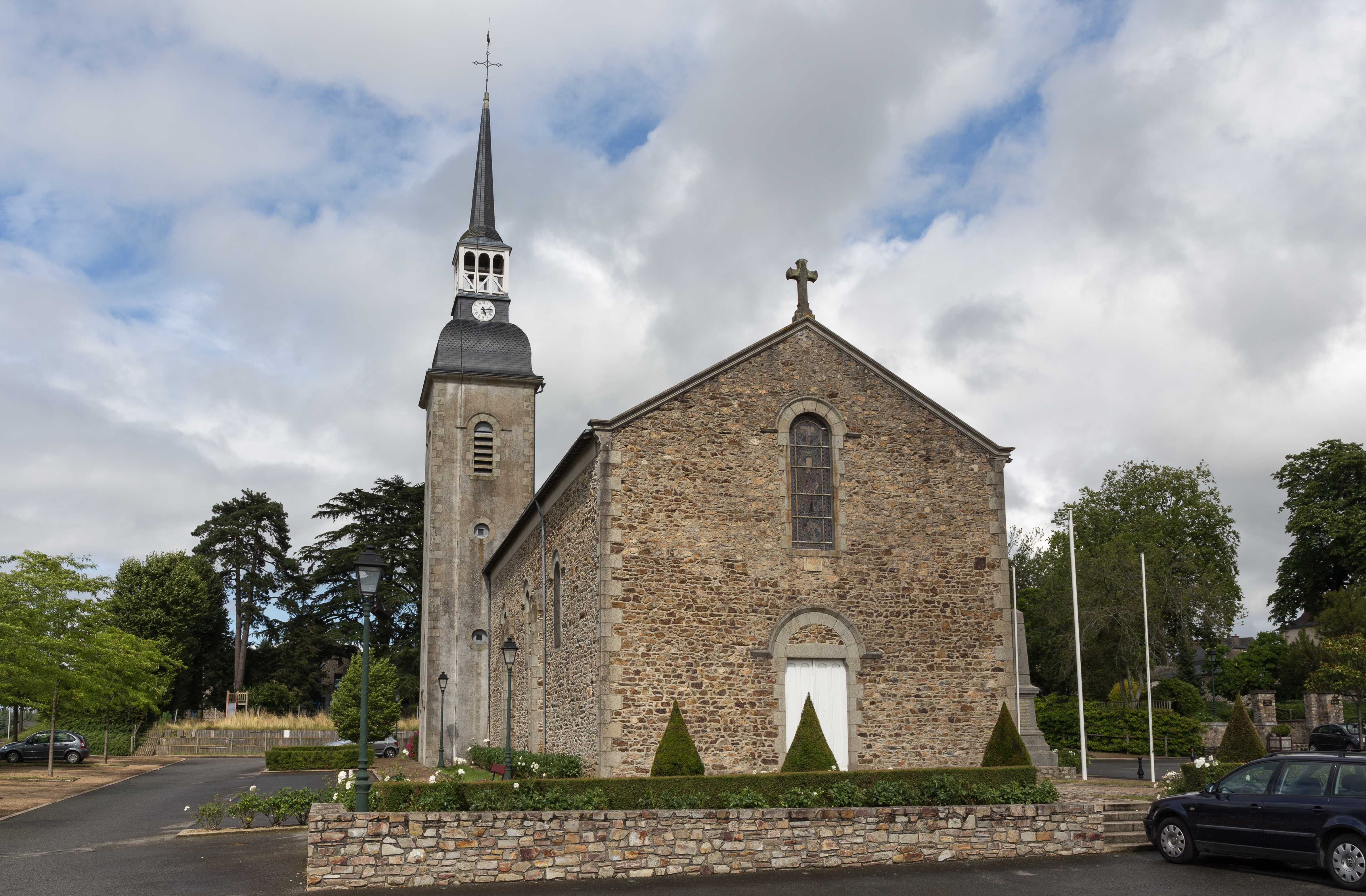
Kirche Sainte-Marie-Madeleine

- Kirche Sainte-Marie-Madeleine, 1636 erbaut